# ۱۲۰۴ (خورشیدی)
۱۲۰۴ هزار و دویست و چهارمین سال هجری خورشیدی است.